# Härlanda tjärn
Härlanda tjärn är en sjö i Göteborgs kommun i Västergötland och ingår i Göta älvs huvudavrinningsområde. Sjön är 5 meter djup, har en yta på 0,174 kvadratkilometer och befinner sig 53,4 meter över havet.
Härlanda tjärn är belägen i stadsdelarna Sävenäs, Kålltorp och Delsjön i östra Göteborg. Sjön är 0,17 kvadratkilometer stor och ligger på 50 meters höjd över havet. Det är en populär badplats för barnfamiljer boende i området om somrarna och även en del av Skatås motionscentrum. Vid tjärnens nord-östra del finns en eu-flaggad badplats, framförallt för barnfamiljer med tillhörande utedusch, lekplats samt gräsmatta. Invid badplatsen finns kiosk och allmänna toaletter.
Längs den östra sidan av sjön löper en stig som leder till ytterligare två badställen. Den första badplatsen man kommer till om man kommer norrifrån är en badplats med sandstrand. Det finns grillplats samt bryggor. Sandstranden samt bryggorna är formade som ett U, med bryggor på var sida av stranden.
Cirka 500 meter sydväst om tjärnen ligger bergåsen Flyberget.

## Delavrinningsområde
Härlanda tjärn ingår i delavrinningsområde (640427-127619) som SMHI kallar för Utloppet av Härlanda Tjärn. Medelhöjden är 69 meter över havet och ytan är 0,96 kvadratkilometer. Det finns inga avrinningsområden uppströms utan avrinningsområdet är högsta punkten. Vattendraget som avvattnar avrinningsområdet har biflödesordning 5, vilket innebär att vattnet flödar genom totalt 5 vattendrag innan det når havet efter 13 kilometer. Avrinningsområdet består mestadels av skog (34 %) och öppen mark (11 %). Avrinningsområdet har 0,17 kvadratkilometer vattenytor vilket ger det en sjöprocent på 2,1 %. Bebyggelsen i området täcker en yta av 4,33 kvadratkilometer eller 54 % av avrinningsområdet.

## Bilder

Härlanda tjärn
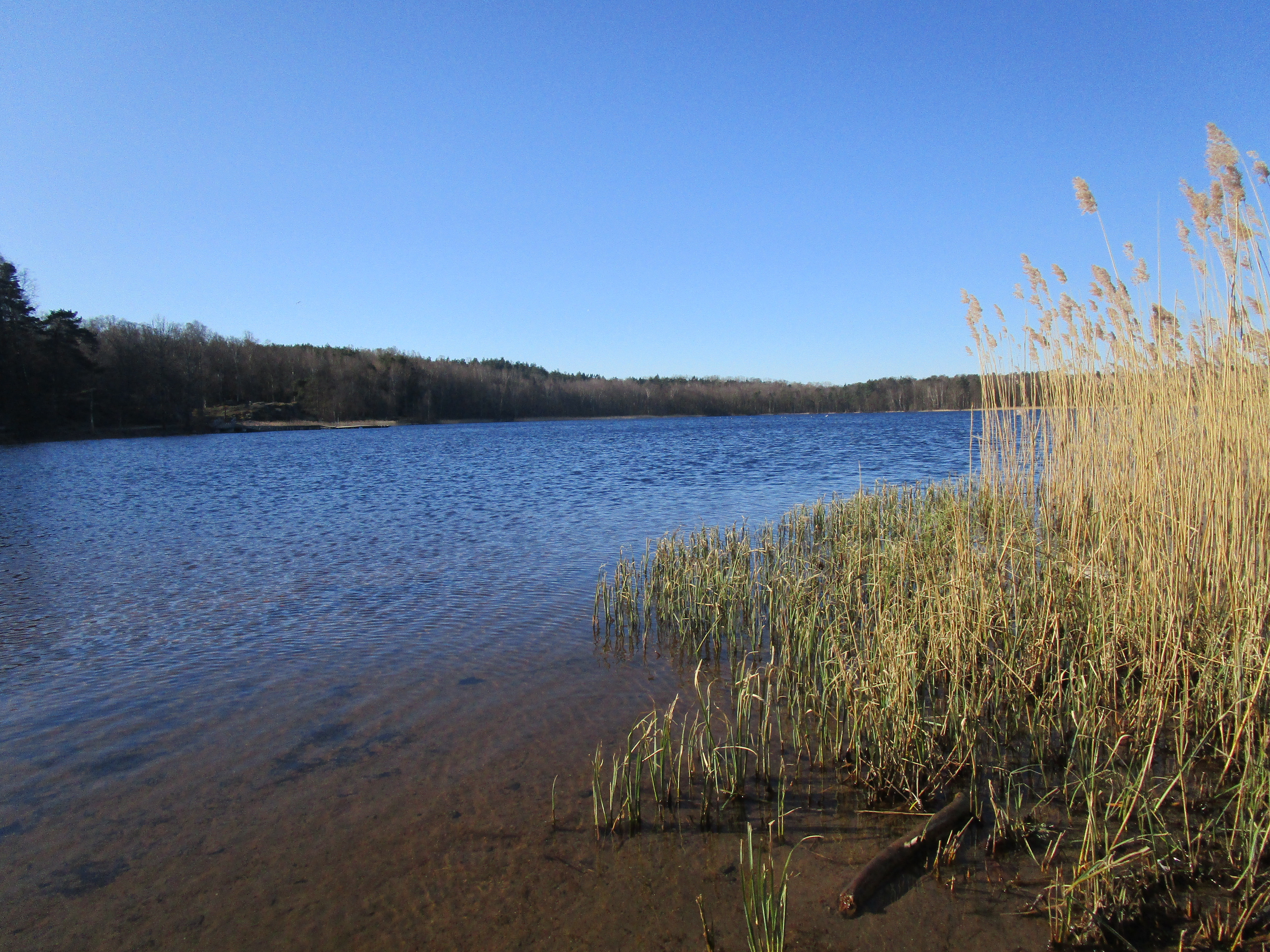
Härlanda tjärn från stranden i nordöst 30 mars 2020.
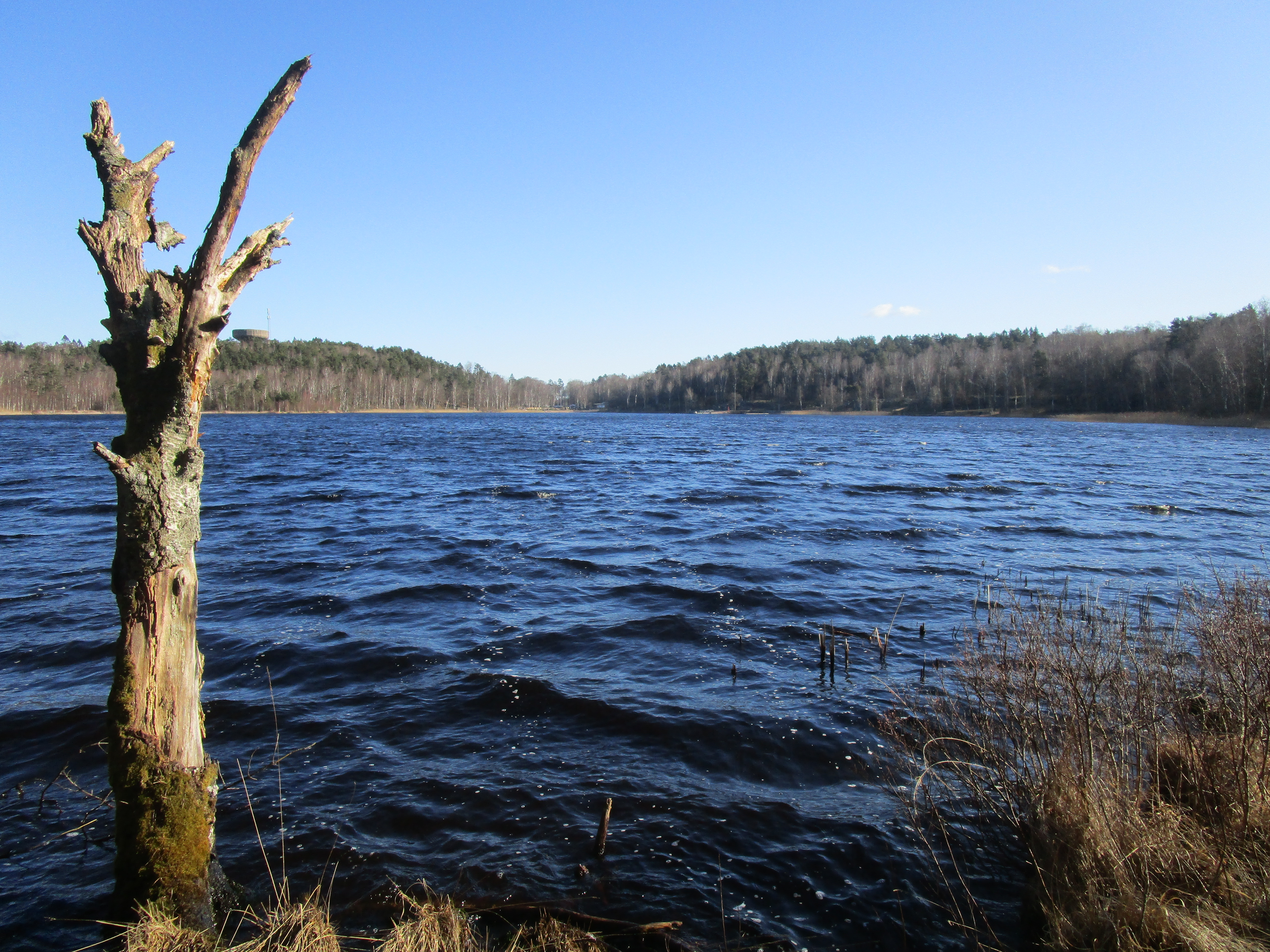
Härlanda tjärn från sydvästra änden 30 mars 2020.
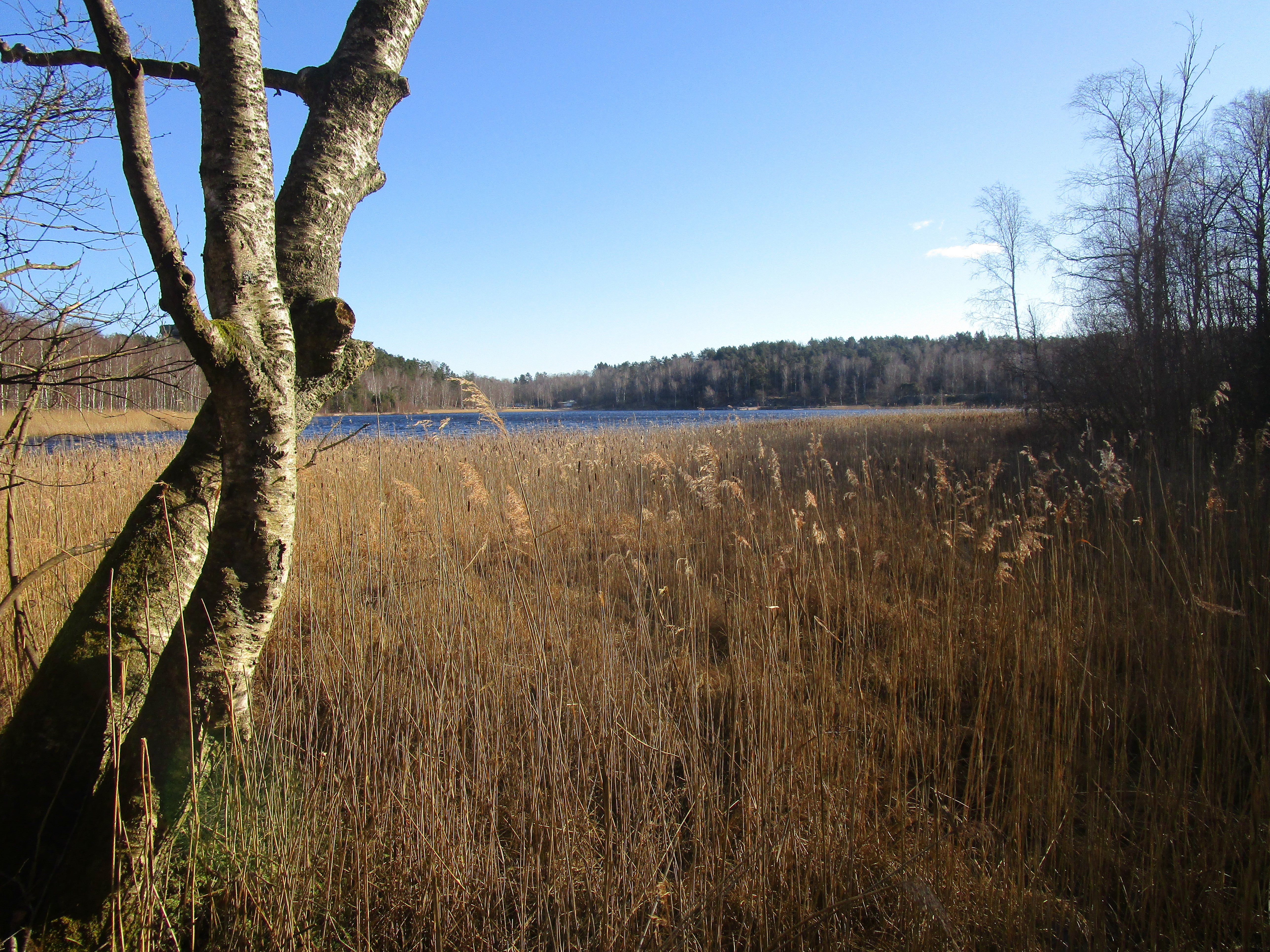
Härlanda tjärn från den vassiga sydsydväst-delen 30 mars 2020.
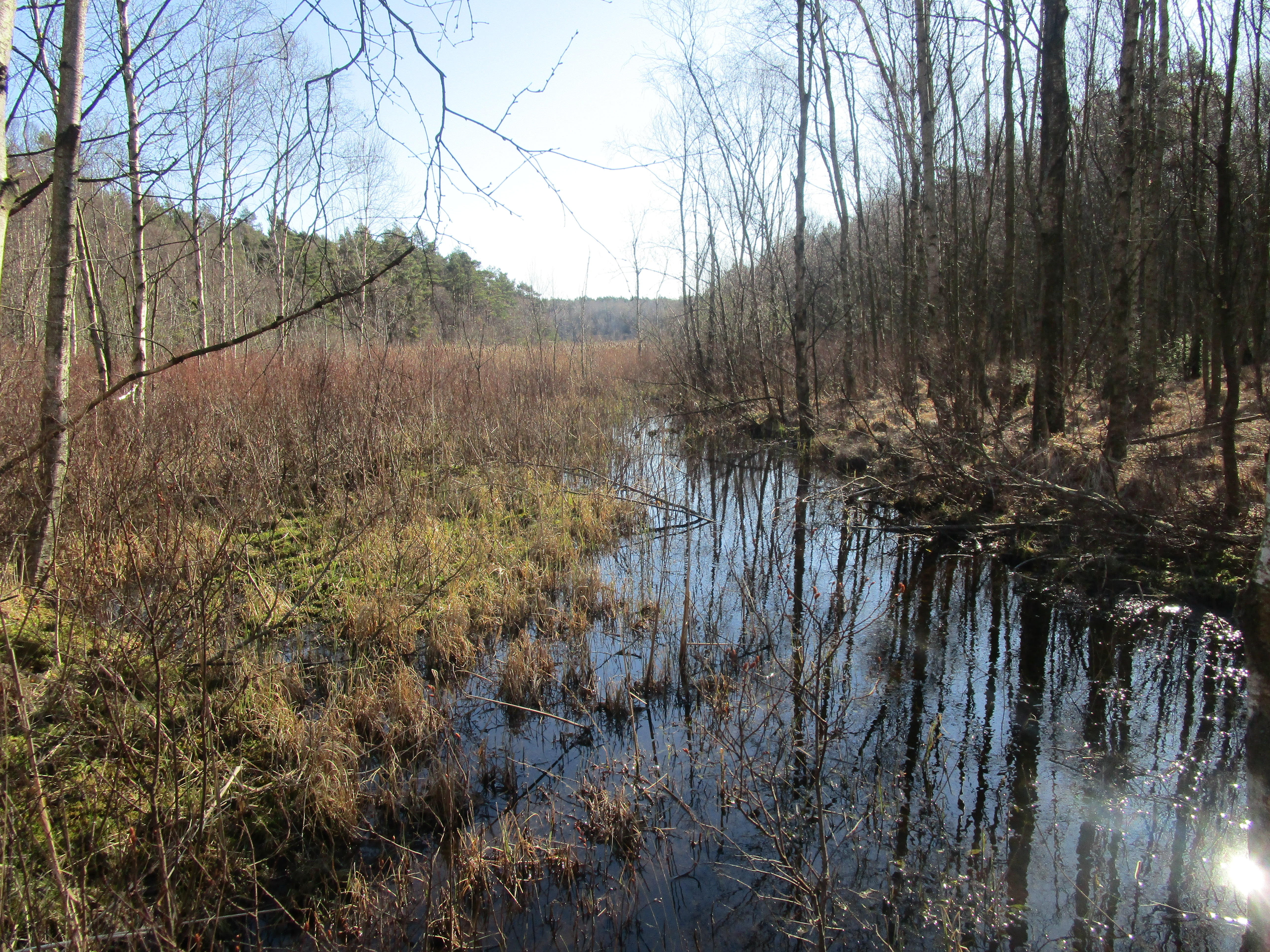
Härlanda tjärns utlopp i sydsydväst 30 mars 2020.